# Bannockburn House
Bannockburn House ist ein Herrenhaus nahe der schottischen Stadt Stirling in der gleichnamigen Council Area. 1973 wurde das Bauwerk in die schottischen Denkmallisten in der höchsten Denkmalkategorie A aufgenommen. Des Weiteren sind der zugehörige Taubenturm, das Zufahrtstor sowie die Remise separat jeweils als Kategorie-B-Bauwerke klassifiziert.

## Geschichte
Durch König Karl I. gelangte die Länderei im Jahre 1636 in den Besitz der Familie Rollo, den späteren Lords Rollo. Infolge finanzieller Schwierigkeiten wurde das Anwesen 1672 an Hugh Paterson veräußert. Bannockburn House entstand vermutlich kurze Zeit nach dem Erwerb um 1675. Möglicherweise wurden Fragmente eines älteren Gebäudes, dessen Bau die Rollos begonnen hatten, in die Struktur integriert. 1686 erhob Jakob II. die Patersons zu Baronets of Bannockburn. Infolge ihrer Unterstützung der jakobitischen Seite bei den Jakobitenaufständen 1715 verloren sie Titel und Besitztümer jedoch im selben Jahr.
Auf dem Weg in England Unterstützung für eine jakobitische Rebellion zu suchen, nächtigte Bonnie Prince Charlie 1745 in Bannockburn House. Auf seiner Rückkehr im folgenden Jahr erholte er sich dort von einer Krankheit. Angeblich wurde er durch ein Fenster beschossen, wovon heute noch eine Spur in der Schlafzimmerwand zeugen soll. Nach 1787 ging das Anwesen an William Ramsay of Barnton über. Später lebte dort James Ramsay Gibson-Maitland (siehe auch Howietoun Fishery). Der Tartanproduzent Alexander Wilson, der Webereien in Bannockburn etabliert hatte, erwarb Bannockburn House im Jahre 1883. Wilson ließ das Herrenhaus um 1884 renovieren, wobei wesentliche Elemente wie der pseudo-bewehrte rückseitige Anbau entstanden.